# Syllitus sutteri
Syllitus sutteri es una especie de insecto coleóptero de la familia Cerambycidae. Estos longicornios son endémicos de la isla de Sumba (Indonesia).
S. sutteri mide entre 6,8 y 9 mm, estando activos los adultos en septiembre.